# Norwegian Bay
La Norwegian Bay  è una vasta insenatura dell'Oceano Artico nella Regione di Qikiqtaaluk, Nunavut, Canada.
Contiene sei isole:
- Cornwall (la più grande e la più occidentale)
- Graham
- Buckingham
- Table
- Exmouth
- Ekins